# Karl-Richard Idlane
Karl-Richard Idlane (18 gennaio 1910 – 1942) è stato un calciatore estone, di ruolo centrocampista.

## Palmarès

### Club

#### Competizioni nazionali
- Campionato estone: 4

Sport Tallinn: 1929, 1931, 1932, 1933